# Kurt Rydl
Kurt Rydl (né le 8 octobre 1947 à Vienne) est une basse autrichienne, chanteur d'opéras et d'oratorios.

## Biographie
Kurt Rydl compte parmi les voix de basse les plus célèbres de notre époque. Né à Vienne, il a étudié le chant à Vienne et à Moscou. Il a remporté des concours à Barcelone et à Paris.
1972-1977 : premiers engagements à Linz et à Stuttgart
Depuis 1976 : membre permanent du Wiener Staatsoper
1986 : titre de « Kammersänger »
1999 : nomination au titre de Membre d’honneur du Wiener Staatsoper
2001 : il reçoit l’Österreichisches Ehrenkreuz1. Klasse für Kunst & Wissenschaft
Son répertoire comprend plus de 80 opéras allemands, italiens, français, russes et tchèques.